# Pierre Cornulier
Pour les autres membres de la famille, voir Famille Cornulier.
Pierre Cornulier, né en 1575 à Nantes et mort le 22 juillet 1639 à Rennes, au manoir des Trois-Croix), est un prêtre catholique français, abbé de l'abbaye de Saint-Méen à partir de 1602, puis de l'abbaye Notre-Dame de Blanche-Couronne en 1612, évêque de Tréguier de 1617 à 1619, puis évêque de Rennes de 1619 à 1639. Il est issu de la famille noble bretonne de Cornulier.

## Biographie
Pierre Cornulier est le fils de Pierre de Cornulier de la Touche, maire de Nantes, et de Claude de Comaille, fille de Toussaint Comaille « intendant des affaires » de l'amiral Claude d'Annebault. Bien qu'il soit né à Nantes, sa famille est alors implantée à Nozay (à 40 km au nord de Nantes), au château de la Touche, siège d'une petite seigneurie.
La famille Cornulier comptera par la suite plusieurs membres influents des élites de la province de Bretagne, dont deux présidents au parlement de Bretagne (Toussaint de Cornulier et Charles-René de Cornulier) et plusieurs maires de Nantes.

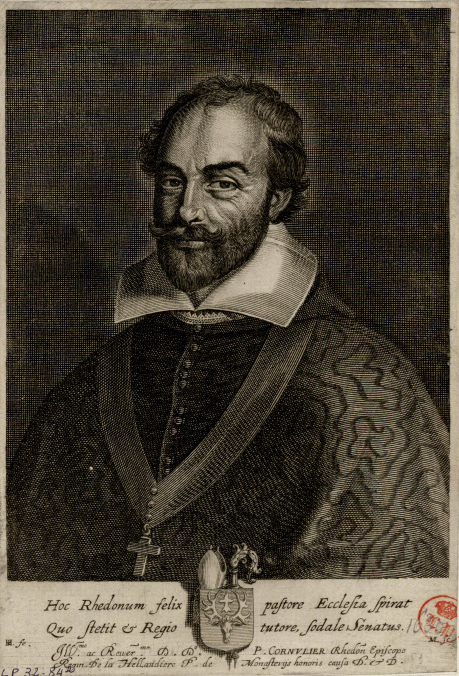
Pierre Cornulier. Gravure.

On ne connaît pas son parcours éducatif, mais il est licencié in utroque jure (c'est-à-dire : en droit canon et en droit civil) en 1593 et semble[réf. nécessaire] être devenu prêtre peu après. 
Il est ensuite conseiller clerc au Parlement de Bretagne jusqu'en 1616. Pendant ce temps, il accumule les offices lucratifs et les bénéfices ecclésiastiques : doyen du chapitre de chanoines de Nantes (1593), abbé commendataire de Sainte-Croix de Guingamp dans le diocèse de Tréguier en 1598, de l'abbaye de Saint-Méen dans le diocèse de Saint-Malo en 1601 et de Notre-Dame de la Blanche-Couronne dans le diocèse de Nantes en 1612.
Sa présence aux États généraux de 1614 comme député du clergé montre qu'il est une figure importante du clergé breton.
Il est désigné comme évêque de Tréguier en 1616 et confirmé le 3 avril 1617. Il résigne son siège épiscopal en faveur de son beau-frère Gui Champion lorsqu'il est transféré à Rennes le 7 mai 1619.

## Sources
- Chanoine Amédée Guillotin de Corson, Pouillé historique de l'archevêché de Rennes, Rennes, Fougeray et Paris, René Haton, 1880-1886, 6 volumes, disponibles sur Gallica :
  - volume 1, p.  93-94, 135, 141, 283, 325.
  - volume 3, p.  11, 28, 111, 152, 160, 161, 243, 290, 356.
  - etc.